# Ivajlo Petev
Ivajlo Petev (Loveč, 9 luglio 1975) è un allenatore di calcio ed ex calciatore bulgaro, di ruolo centrocampista, tecnico del Baniyas.

## Carriera

### Calciatore
Ha giocato sempre in patria, militando per lo più nella massima serie bulgara. Cominciò la carriera nel Liteks Loveč, con cui vinse due campionati consecutivi e una Coppa di Bulgaria.
A fine carriera passò in seconda serie, al Ljubimec 2007, dove ricoprì anche il ruolo di allenatore. Chiuse la carriera nell'Etăr 1924.

### Allenatore
Smessi i panni di calciatore, dopo la breve esperienza nel Ljubimec 2007, divenne nel 2010 allenatore del Ludogorec. Con la squadra di Razgrad vinse il campionato bulgaro di seconda divisione, portando la squadra in massima serie. Da neopromosso, dal 2011 al 2013 il Ludogorec vinse due campionati consecutivi, oltre a una Coppa di Bulgaria e a una Supercoppa di Bulgaria.
All'inizio della stagione 2013-2014, a seguito delle sconfitte in campionato contro il Ljubimec 2007, in Supercoppa di Bulgaria ai rigori contro il Beroe e nell'andata del secondo turno preliminare di UEFA Champions League contro lo Slovan Bratislava, viene esonerato.
Assunto nell'ottobre del 2013 come tecnico del Levski Sofia, viene clamorosamente contestato in fase di presentazioni dai tifosi locali, che lo accusarono di essere sostenitore dei concittadini del CSKA, e deve, infine, rinunciare all'incarico.
Alla fine dello stesso mese trova l'accordo con l'AEL Limassol (all'epoca in quarta posizione dopo sei giornate), firmando un contratto fino all'estate del 2015 e prendendo il posto di Lito Vidigal. Con i ciprioti vince la stagione regolare del campionato, ma perde i play-off in un decisivo match contro l'APOEL Nicosia. L'AEL si qualifica comunque per la UEFA Champions League, dove sconfigge lo Zenit San Pietroburgo per 1-0 nell'andata del terzo turno preliminare, ma è eliminato dopo aver perso per 3-0 nel ritorno. L'AEL di Petev passa quindi in Europa League, dove viene eliminato dal Tottenham Hotspur.
Nel dicembre 2014 gli viene affidata la panchina della nazionale bulgara. Debutta in gare amichevoli pareggiando per 0-0 contro la Romania nel febbraio 2015 e in gare ufficiali pareggiando per 2-2 contro l'Italia alla fine di marzo, a Sofia. Il 27 settembre 2016 lascia l'incarico.
Il 28 settembre 2016 diventa il nuovo allenatore della Dinamo Zagabria. Viene esonerato il 13 luglio 2017, dopo una stagione in cui la squadra non si aggiudica alcun trofeo, evento che non accadeva da dodici anni.
Ingaggiato dai ciprioti dell'Omonia nel 2017, vi rimane per una stagione, per poi allenare i sauditi dell'Al-Qadisiya nel 2018-2019 e i polacchi dello Jagiellonia nel 2019-2020.
Il 21 gennaio 2022 viene nominato commissario tecnico della nazionale bosniaca, con cui esordisce due mesi dopo, pareggiando per 2-2 contro la Finlandia in una partita di qualificazione al campionato del mondo 2022. Nella peggiore campagna di qualificazione della storia della nazionale sono solo 7 i punti ottenuti, ma la successiva UEFA Nations League 2022-2023 è soddisfacente, tanto che il 23 settembre 2022 la nazionale ottiene il primato nel girone di Lega B, con conseguente promozione in Lega A. La promozione non è sufficiente, tuttavia, a valere la riconferma a Petev, che viene lasciato libero nel dicembre 2022, alla scadenza del contratto.
Nel marzo 2023 torna dopo dieci anni ad allenare il Ludogorec, subentrando ad Ante Šimundža. Guida i suoi alla vittoria del campionato e della coppa nazionale. Il 6 ottobre 2023, dopo la pesante sconfitta in Conference League per 7-1 contro il Nordsjælland, insieme al suo staff ed all'intero consiglio di amministrazione, rassegna le proprie dimissioni da allenatore del club bulgaro.
Il 7 novembre 2023 diventa il nuovo allenatore dell'U Craiova, restandone alla carica fino ad aprile 2024.

## Statistiche

### Statistiche da allenatore

#### Club
Statistiche aggiornate al 5 ottobre 2023.
| Stagione            | Squadra             | Campionato          | Campionato | Campionato | Campionato | Campionato | Coppe nazionali | Coppe nazionali | Coppe nazionali | Coppe nazionali | Coppe nazionali | Coppe continentali | Coppe continentali | Coppe continentali | Coppe continentali | Coppe continentali | Altre coppe | Altre coppe | Altre coppe | Altre coppe | Altre coppe | Totale | Totale | Totale | Totale | % Vittorie | Piazzamento     |
| Stagione            | Squadra             | Comp                | G          | V          | N          | P          | Comp            | G               | V               | N               | P               | Comp               | G                  | V                  | N                  | P                  | Comp        | G           | V           | N           | P           | G      | V      | N      | P      | %          | Piazzamento     |
| ------------------- | ------------------- | ------------------- | ---------- | ---------- | ---------- | ---------- | --------------- | --------------- | --------------- | --------------- | --------------- | ------------------ | ------------------ | ------------------ | ------------------ | ------------------ | ----------- | ----------- | ----------- | ----------- | ----------- | ------ | ------ | ------ | ------ | ---------- | --------------- |
| 2010-2011           | Ludogorec           | B-PFG               | 24         | 12         | 8          | 4          | KB              | 1               | 0               | 0               | 1               |                    |                    |                    |                    |                    |             |             |             |             |             | 25     | 12     | 8      | 5      | 48,00      | 1° (prom)       |
| 2011-2012           | Ludogorec           | A-PFG               | 30         | 22         | 4          | 4          | KB              | 5               | 5               | 0               | 0               |                    |                    |                    |                    |                    |             |             |             |             |             | 35     | 27     | 4      | 4      | 77,14      | 1°              |
| 2012-2013           | Ludogorec           | A-PFG               | 30         | 22         | 6          | 2          | KB              | 2               | 1               | 0               | 1               | UCL                | 2                  | 0                  | 1                  | 1                  | SB          | 1           | 1           | 0           | 0           | 35     | 24     | 7      | 4      | 68,57      | 1°              |
| ago.-sett.2013      | Ludogorec           | A-PFG               | 1          | 0          | 0          | 1          | CB              |                 |                 |                 |                 | UCL                | 1                  | 0                  | 0                  | 1                  | SB          | 1           | 0           | 1           | 0           | 3      | 0      | 1      | 2      | &0,00      | Eson            |
| ott.2013-2014       | AEL Limassol        | AK                  | 20+10      | 16+6       | 3+1        | 1+3        | KK              | 2               | 0               | 0               | 2               |                    |                    |                    |                    |                    |             |             |             |             |             | 32     | 22     | 4      | 6      | 68,75      | Sub, 2°         |
| ago.-nov. 2014      | AEL Limassol        | AK                  | 9          | 3          | 4          | 2          | KK              |                 |                 |                 |                 | UCL+UEL            | 2+2                | 1+0                | 0+0                | 1+2                |             |             |             |             |             | 13     | 4      | 4      | 5      | 30,77      | Eson            |
| Totale AEL Limassol | Totale AEL Limassol | Totale AEL Limassol | 39         | 25         | 8          | 6          |                 | 2               | 0               | 0               | 2               |                    | 4                  | 1                  | 0                  | 3                  |             |             |             |             |             | 45     | 26     | 8      | 11     | 57,78      |                 |
| set. 2016-2017      | Dinamo Zagabria     | 1. HNL              | 26         | 20         | 4          | 2          | HNK             | 5               | 3               | 1               | 1               | UCL                | 4                  | 0                  | 0                  | 4                  |             |             |             |             |             | 35     | 23     | 5      | 7      | 65,71      | 2°              |
| dic.2017-mar.2018   | Omonia              | A                   | 15         | 8          | 1          | 6          | KK              | 2               | 0               | 1               | 1               | -                  | -                  | -                  | -                  | -                  | -           | -           | -           | -           | -           | 17     | 8      | 2      | 7      | 47,06      | sub, Eson       |
| nov. 2018-2019      | Al-Qadisiya         | SPL                 | 21         | 6          | 3          | 12         | KCC             | 1               | 0               | 0               | 1               | -                  | -                  | -                  | -                  | -                  | -           | -           | -           | -           | -           | 22     | 6      | 3      | 13     | 27,27      | sub, 14°, (ret) |
| feb.-lug. 2020      | Jagiellonia         | EK                  | 17         | 6          | 5          | 6          | CP              | 0               | 0               | 0               | 0               | -                  | -                  | -                  | -                  | -                  | -           | -           | -           | -           | -           | 17     | 6      | 5      | 6      | 35,29      | sub, 8°         |
| mar.-giu. 2023      | Ludogorec           | A-PFG               | 13         | 11         | 2          | 0          | KB              | 4               | 3               | 0               | 1               | -                  | -                  | -                  | -                  | -                  | -           | -           | -           | -           | -           | 17     | 14     | 2      | 1      | 82,35      | Sub.,1°         |
| lug.-ott. 2023      | Ludogorec           | A-PFG               | 10         | 6          | 2          | 2          | KB              | 0               | 0               | 0               | 0               | UCL+UEL+UECL       | 4+4+2              | 1+2+1              | 1+0+0              | 2+2+1              | -           | -           | -           | -           | -           | 20     | 10     | 3      | 7      | 50,00      | Dimiss.         |
| Totale Ludogorec    | Totale Ludogorec    | Totale Ludogorec    | 108        | 73         | 22         | 13         |                 | 12              | 9               | 0               | 3               |                    | 13                 | 4                  | 2                  | 7                  |             | 2           | 1           | 1           | 0           | 135    | 87     | 25     | 23     | 64,44      |                 |
| Totale carriera     | Totale carriera     | Totale carriera     | 226        | 138        | 43         | 45         |                 | 22              | 12              | 2               | 8               |                    | 21                 | 5                  | 2                  | 14                 |             | 2           | 1           | 1           | 0           | 271    | 156    | 48     | 67     | 57,56      |                 |

### Nazionale
Statistiche aggiornate al 31 dicembre 2022.
| Squadra              | Naz                             | da               | a                 | Record | Record | Record | Record     | Record | Record | Record | Record |
| G                    | V                               | N                | P                 | GF     | GS     | DR     | Vittorie % |        |        |        |        |
| -------------------- | ------------------------------- | ---------------- | ----------------- | ------ | ------ | ------ | ---------- | ------ | ------ | ------ | ------ |
| Bulgaria             | Bulgaria (bandiera)             | 17 dicembre 2014 | 27 settembre 2016 | 12     | 5      | 1      | 6          | 14     | 25     | −11    | 41,67  |
| Bosnia ed Erzegovina | Bosnia ed Erzegovina (bandiera) | 27 gennaio 2021  | 31 dicembre 2022  | 20     | 6      | 7      | 7          | 19     | 24     | −5     | 30,00  |
| Totale               | Totale                          | Totale           | Totale            | 32     | 11     | 8      | 13         | 33     | 49     | −16    | 34,38  |

#### Nazionale bulgara nel dettaglio
| 2014             | Bulgaria        | Qual. Europeo 2016  | Sub.,4º nel gruppo H, non qualificato | 0  | 0 | 0 | 0 | —       | -  | -  | -   |
| 2015             | Bulgaria        | Qual. Europeo 2016  | Sub.,4º nel gruppo H, non qualificato | 6  | 2 | 1 | 3 | 33,33   | 5  | 7  | -2  |
| 2016             | Bulgaria        | Kirin Cup 2016      | 4º                                    | 2  | 0 | 0 | 2 | &0,00   | 2  | 11 | -9  |
| 2016             | Bulgaria        | Qual. Mondiale 2018 | Dimissioni durante la fase            | 1  | 1 | 0 | 0 | 100,00& | 4  | 3  | +1  |
| Dal 2014 al 2016 | Bulgaria        | Amichevoli          |                                       | 3  | 2 | 0 | 1 | 66,67   | 3  | 4  | -1  |
| Totale Bulgaria  | Totale Bulgaria | Totale Bulgaria     | Totale Bulgaria                       | 12 | 5 | 1 | 6 | 41,67   | 14 | 25 | -11 |

#### Panchine da commissario tecnico della nazionale bulgara
| Cronologia completa delle presenze e delle reti in nazionale ― Bulgaria | Cronologia completa delle presenze e delle reti in nazionale ― Bulgaria | Cronologia completa delle presenze e delle reti in nazionale ― Bulgaria | Cronologia completa delle presenze e delle reti in nazionale ― Bulgaria | Cronologia completa delle presenze e delle reti in nazionale ― Bulgaria | Cronologia completa delle presenze e delle reti in nazionale ― Bulgaria | Cronologia completa delle presenze e delle reti in nazionale ― Bulgaria | Cronologia completa delle presenze e delle reti in nazionale ― Bulgaria |
| Data                                                                    | Città                                                                   | In casa                                                                 | Risultato                                                               | Ospiti                                                                  | Competizione                                                            | Reti                                                                    | Note                                                                    |
| ----------------------------------------------------------------------- | ----------------------------------------------------------------------- | ----------------------------------------------------------------------- | ----------------------------------------------------------------------- | ----------------------------------------------------------------------- | ----------------------------------------------------------------------- | ----------------------------------------------------------------------- | ----------------------------------------------------------------------- |
| 28-3-2015                                                               | Sofia                                                                   | Bulgaria                                                                | 2 – 2                                                                   | Italia                                                                  | Qual. Euro 2016                                                         | Ivelin Popov Ilijan Micanski                                            | Cap: S.Djakov                                                           |
| 8-6-2015                                                                | Beyoğlu                                                                 | Turchia                                                                 | 4 – 0                                                                   | Bulgaria                                                                | Amichevole                                                              | -                                                                       | Cap: S.Djakov                                                           |
| 12-6-2015                                                               | Ta' Qali                                                                | Malta                                                                   | 0 – 1                                                                   | Bulgaria                                                                | Qual. Euro 2016                                                         | Ivelin Popov                                                            | Cap: S.Djakov                                                           |
| 3-9-2015                                                                | Sofia                                                                   | Bulgaria                                                                | 0 – 1                                                                   | Norvegia                                                                | Qual. Euro 2016                                                         | -                                                                       | Cap: S.Djakov                                                           |
| 6-9-2015                                                                | Palermo                                                                 | Italia                                                                  | 1 – 0                                                                   | Bulgaria                                                                | Qual. Euro 2016                                                         | -                                                                       | Cap: S.Djakov                                                           |
| 10-10-2015                                                              | Zagabria                                                                | Croazia                                                                 | 3 – 0                                                                   | Bulgaria                                                                | Qual. Euro 2016                                                         | -                                                                       | Cap: I.Popov                                                            |
| 13-10-2015                                                              | Sofia                                                                   | Bulgaria                                                                | 2 – 0                                                                   | Azerbaigian                                                             | Qual. Euro 2016                                                         | Mihail Aleksandrov Dimităr Rangelov                                     | Cap: S.Djakov                                                           |
| 25-3-2016                                                               | Leiria                                                                  | Portogallo                                                              | 0 – 1                                                                   | Bulgaria                                                                | Amichevole                                                              | Marcelinho                                                              | Cap: S.Djakov                                                           |
| 29-3-2016                                                               | Skopje                                                                  | Macedonia del Nord                                                      | 0 – 2                                                                   | Bulgaria                                                                | Amichevole                                                              | Dimităr Rangelov Aleksandăr Tonev                                       | Cap: S.Djakov                                                           |
| 3-6-2016                                                                | Toyota                                                                  | Giappone                                                                | 7 – 2                                                                   | Bulgaria                                                                | Kirin Cup                                                               | Mihail Aleksandrov Ivajlo Čočev                                         | Cap: S.Djakov                                                           |
| 7-6-2016                                                                | Suita                                                                   | Bulgaria                                                                | 0 – 4                                                                   | Danimarca                                                               | Kirin Cup                                                               | -                                                                       | Cap: S.Djakov                                                           |
| 6-9-2016                                                                | Sofia                                                                   | Bulgaria                                                                | 4 – 3                                                                   | Lussemburgo                                                             | Qual. Mondiali 2018                                                     | Dimităr Rangelov Marcelinho Ivelin Popov Aleksandăr Tonev               | Cap: S.Djakov                                                           |
| Totale                                                                  |                                                                         | Presenze                                                                | 12                                                                      |                                                                         | Reti                                                                    | 14                                                                      |                                                                         |

#### Nazionale bosniaca nel dettaglio
| 2021                        | Bosnia ed Erzegovina        | Qual. Mondiale 2022           | 4º nel gruppo D, non qualificato             | 8  | 1 | 4 | 3 | 12,50 | 9  | 12 | -3 |
| 2022                        | Bosnia ed Erzegovina        | UEFA Nations League 2022-2023 | 1º nel gruppo 3 - Lega B, promosso in Lega A | 6  | 3 | 2 | 1 | 50,00 | 8  | 8  | 0  |
| Dal 2021 al 2022            | Bosnia ed Erzegovina        | Amichevoli                    |                                              | 6  | 2 | 1 | 3 | 33,33 | 2  | 4  | -2 |
| Totale Bosnia ed Erzegovina | Totale Bosnia ed Erzegovina | Totale Bosnia ed Erzegovina   | Totale Bosnia ed Erzegovina                  | 20 | 6 | 7 | 7 | 30,00 | 19 | 24 | -5 |

#### Panchine da commissario tecnico della nazionale bosniaca
| Cronologia completa delle presenze e delle reti in nazionale ― Bosnia ed Erzegovina | Cronologia completa delle presenze e delle reti in nazionale ― Bosnia ed Erzegovina | Cronologia completa delle presenze e delle reti in nazionale ― Bosnia ed Erzegovina | Cronologia completa delle presenze e delle reti in nazionale ― Bosnia ed Erzegovina | Cronologia completa delle presenze e delle reti in nazionale ― Bosnia ed Erzegovina | Cronologia completa delle presenze e delle reti in nazionale ― Bosnia ed Erzegovina | Cronologia completa delle presenze e delle reti in nazionale ― Bosnia ed Erzegovina | Cronologia completa delle presenze e delle reti in nazionale ― Bosnia ed Erzegovina |
| Data                                                                                | Città                                                                               | In casa                                                                             | Risultato                                                                           | Ospiti                                                                              | Competizione                                                                        | Reti                                                                                | Note                                                                                |
| ----------------------------------------------------------------------------------- | ----------------------------------------------------------------------------------- | ----------------------------------------------------------------------------------- | ----------------------------------------------------------------------------------- | ----------------------------------------------------------------------------------- | ----------------------------------------------------------------------------------- | ----------------------------------------------------------------------------------- | ----------------------------------------------------------------------------------- |
| 24-3-2021                                                                           | Helsinki                                                                            | Finlandia                                                                           | 2 – 2                                                                               | Bosnia ed Erzegovina                                                                | Qual. Mondiali 2022                                                                 | Miralem Pjanić Miroslav Stevanović                                                  | Cap: E.Džeko                                                                        |
| 31-3-2021                                                                           | Sarajevo                                                                            | Bosnia ed Erzegovina                                                                | 0 – 1                                                                               | Francia                                                                             | Qual. Mondiali 2022                                                                 | -                                                                                   | Cap: E.Džeko                                                                        |
| 2-6-2021                                                                            | Sarajevo                                                                            | Bosnia ed Erzegovina                                                                | 0 – 0                                                                               | Montenegro                                                                          | Amichevole                                                                          | -                                                                                   | Cap: I.Šehić                                                                        |
| 6-6-2021                                                                            | Brøndby                                                                             | Danimarca                                                                           | 2 – 0                                                                               | Bosnia ed Erzegovina                                                                | Amichevole                                                                          | -                                                                                   | Cap: S.Saničanin                                                                    |
| 1º-9-2021                                                                           | Strasburgo                                                                          | Francia                                                                             | 1 – 1                                                                               | Bosnia ed Erzegovina                                                                | Qual. Mondiali 2022                                                                 | Edin Džeko                                                                          | Cap: E.Džeko                                                                        |
| 4-9-2021                                                                            | Zenica                                                                              | Bosnia ed Erzegovina                                                                | 1 – 0                                                                               | Kuwait                                                                              | Amichevole                                                                          | Smail Prevljak                                                                      | Cap: E.Ćivić                                                                        |
| 7-9-2021                                                                            | Zenica                                                                              | Bosnia ed Erzegovina                                                                | 2 – 2                                                                               | Kazakistan                                                                          | Qual. Mondiali 2022                                                                 | Miralem Pjanić (rig.) Luka Menalo                                                   | Cap: E.Džeko                                                                        |
| 9-10-2021                                                                           | Nur-Sultan                                                                          | Kazakistan                                                                          | 0 – 2                                                                               | Bosnia ed Erzegovina                                                                | Qual. Mondiali 2022                                                                 | 2 Smail Prevljak                                                                    | Cap: E.Džeko                                                                        |
| 12-10-2021                                                                          | Leopoli                                                                             | Ucraina                                                                             | 1 – 1                                                                               | Bosnia ed Erzegovina                                                                | Qual. Mondiali 2022                                                                 | Anel Ahmedhodžić                                                                    | Cap: E.Džeko                                                                        |
| 13-11-2021                                                                          | Zenica                                                                              | Bosnia ed Erzegovina                                                                | 1 – 3                                                                               | Finlandia                                                                           | Qual. Mondiali 2022                                                                 | Luka Menalo                                                                         | Cap: M.Pjanić                                                                       |
| 16-11-2021                                                                          | Zenica                                                                              | Bosnia ed Erzegovina                                                                | 0 – 2                                                                               | Ucraina                                                                             | Qual. Mondiali 2022                                                                 | -                                                                                   | Cap: A.Kovačević                                                                    |
| 19-12-2021                                                                          | Carson                                                                              | Stati Uniti                                                                         | 1 – 0                                                                               | Bosnia ed Erzegovina                                                                | Amichevole                                                                          | -                                                                                   | Cap: A.Nukić                                                                        |
| 25-3-2022                                                                           | Zenica                                                                              | Bosnia ed Erzegovina                                                                | 0 – 1                                                                               | Georgia                                                                             | Amichevole                                                                          | -                                                                                   | Cap: E.Džeko                                                                        |
| 29-3-2022                                                                           | Zenica                                                                              | Bosnia ed Erzegovina                                                                | 1 – 0                                                                               | Lussemburgo                                                                         | Amichevole                                                                          | Edin Džeko                                                                          | Cap: S.Kolašinac                                                                    |
| 4-6-2022                                                                            | Helsinki                                                                            | Finlandia                                                                           | 1 – 1                                                                               | Bosnia ed Erzegovina                                                                | UEFA Nations League 2022-2023 - Lega B                                              | Smail Prevljak                                                                      | Cap: E.Džeko                                                                        |
| 7-6-2022                                                                            | Zenica                                                                              | Bosnia ed Erzegovina                                                                | 1 – 0                                                                               | Romania                                                                             | UEFA Nations League 2022-2023 - Lega B                                              | Smail Prevljak                                                                      | Cap: E.Džeko                                                                        |
| 11-6-2022                                                                           | Podgorica                                                                           | Montenegro                                                                          | 1 – 1                                                                               | Bosnia ed Erzegovina                                                                | UEFA Nations League 2022-2023 - Lega B                                              | Luka Menalo                                                                         | Cap: E.Džeko                                                                        |
| 14-6-2022                                                                           | Zenica                                                                              | Bosnia ed Erzegovina                                                                | 3 – 2                                                                               | Finlandia                                                                           | UEFA Nations League 2022-2023 - Lega B                                              | Miralem Pjanić (rig.) 2 Edin Džeko                                                  | Cap: E.Džeko                                                                        |
| 23-9-2022                                                                           | Zenica                                                                              | Bosnia ed Erzegovina                                                                | 1 – 0                                                                               | Montenegro                                                                          | UEFA Nations League 2022-2023 - Lega B                                              | Ermedin Demirović                                                                   | Cap: E.Džeko                                                                        |
| 26-9-2022                                                                           | Bucarest                                                                            | Romania                                                                             | 4 – 1                                                                               | Bosnia ed Erzegovina                                                                | UEFA Nations League 2022-2023 - Lega B                                              | Edin Džeko                                                                          | Cap: S.Prevljak                                                                     |
| Totale                                                                              |                                                                                     | Presenze                                                                            | 20                                                                                  |                                                                                     | Reti                                                                                | 19                                                                                  |                                                                                     |

## Palmarès

### Giocatore
- Campionato bulgaro: 2

Liteks Loveč: 1997-1998, 1998-1999
- Coppa di Bulgaria: 1

Liteks Loveč: 2000-2001

### Allenatore
- B PFG: 1

Ludogorec: 2010-2011
- Campionato bulgaro: 2

Ludogorec: 2011-2012, 2012-2013
- Coppa di Bulgaria: 1

Ludogorec: 2011-2012
- Supercoppa di Bulgaria: 1

Ludogorec: 2012